# Джерело біля с. Вікторове
Джерело біля с. Вікторове, раніше «Джерело-криниця» — гідрологічна пам'ятка природи місцевого значення, об'єкт природно-заповідного фонду, що був оголошений рішенням Сумського облвиконкому № 429 20.07.1977 року на землях Уздицької сільської ради (між с. Вікторове і Уздиця) у підніжжі правого корінного берега р. Есмань.

## Характеристика
Площа — 0,05 га. Охороняється місце витоку на поверхню двох самовитічних джерел води доброї питної якості, що
збирається у вигляді природної чаші.
Входить у межі заказника Шагова.